# Gro Marit Istad-Kristiansen
Gro Marit Istad-Kristiansen (ur. 9 lutego 1978 w Voss) – norweska biathlonistka, dwukrotna medalistka mistrzostw świata.

## Kariera
Pierwsze kroki w biathlonie stawiała w 1987 r. Pierwszy sukces osiągnęła w 1997 roku, zdobywając złoty medal w sztafecie podczas mistrzostw świata juniorów w Forni Avoltri. Na rozgrywanych rok później mistrzostwach świata juniorów w Valcartier wywalczyła złoty medal w sprincie oraz brązowy w sztafecie.
W Pucharze Świata zadebiutowała 6 grudnia 1997 roku w Lillehammer, zajmując 34. miejsce w sprincie. Pierwsze punkty (w sezonach 1984/1985-1999/2000 punktowało 25. najlepszych zawodników) wywalczyła 11 grudnia 1998 roku w Hochfilzen, gdzie zajęła 11. miejsce w tej samej konkurencji. Pierwszy raz na podium zawodów pucharowych stanęła 16 stycznia 1999 roku w Ruhpolding, gdzie sprint ukończyła na trzeciej pozycji. W zawodach tych wyprzedziły ją jedynie Ołena Zubryłowa z Ukrainy i Francuzka Corinne Niogret. W kolejnych startach jeszcze pięć razy stawała na podium: 18 grudnia 1999 roku w Pokljuce i 7 grudnia 2000 roku w Anterselvie wygrywała sprinty, 11 grudnia 2003 roku w Hochfilzen była druga, 7 lutego 2005 roku w Pokljuce zajęła trzecie miejsce w tej konkurencji, a 13 marca 2005 roku w Hochfilzen wygrała bieg masowy. Najlepsze wyniki osiągnęła w sezonie 1998/1999, kiedy zajęła 12. miejsce w klasyfikacji generalnej.
Podczas mistrzostw świata w Oberhofie w 2004 roku wspólnie z Lindą Tjørhom, Gunn Margit Andreassen i Liv Grete Poirée wywalczyła złoty medal w sztafecie. Na rozgrywanych rok później mistrzostwach świata w Hochfilzen zdobyła złoty medal w biegu masowym. Była też między innymi czwarta w sztafecie na mistrzostwach świata w Kontiolahti/Oslo (1999) i mistrzostwach świata w Pokljuce (2001).
W 2002 roku wystartowała na igrzyskach olimpijskich w Salt Lake City, gdzie zajęła 53. miejsce w sprincie i 40. w biegu pościgowym. Na rozgrywanych cztery lata później igrzyskach w Turynie była czterdziesta w obu tych konkurencjach. Brała też udział w igrzyskach olimpijskich w Vancouver w 2010 roku, gdzie w swoim jedynym starcie sprint ukończyła na 66. pozycji.
Jej wuj, Jon Istad, oraz kuzyn – Sverre Istad także uprawiali biathlon.

## Osiągnięcia

### Igrzyska olimpijskie
| Rok  | Miejscowość    | Konkurencje | Konkurencje | Konkurencje | Konkurencje | Konkurencje | Konkurencje | Konkurencje |
| Rok  | Miejscowość    | IN          | SP          | PU          | MS          | RL          | MR          | SR          |
| ---- | -------------- | ----------- | ----------- | ----------- | ----------- | ----------- | ----------- | ----------- |
| 2002 | Salt Lake City | –           | 53.         | 40.         | nd.         | –           | nd.         | –           |
| 2006 | Turyn          | –           | 40.         | 40.         | –           | –           | nd.         | –           |
| 2010 | Vancouver      | –           | 66.         | –           | –           | –           | nd.         | –           |

### Mistrzostwa świata
| Rok  | Miejscowość      | Konkurencje | Konkurencje | Konkurencje | Konkurencje | Konkurencje | Konkurencje | Konkurencje |
| Rok  | Miejscowość      | IN          | SP          | PU          | MS          | RL          | MR          | SR          |
| ---- | ---------------- | ----------- | ----------- | ----------- | ----------- | ----------- | ----------- | ----------- |
| 1999 | Kontiolahti/Oslo | 13.         | 23.         | 26.         | 17.         | 4.          | nd.         | –           |
| 2000 | Oslo             | 22.         | 15.         | 39.         | 25.         | 5.          | nd.         | –           |
| 2001 | Pokljuka         | –           | 16.         | 46.         | –           | 4.          | nd.         | –           |
| 2003 | Chanty-Mansyjsk  | 46.         | 33.         | 49.         | –           | 8.          | nd.         | –           |
| 2004 | Oberhof          | 23.         | 16.         | 7.          | 5.          | 1.          | nd.         | –           |
| 2005 | Hochfilzen       | 26.         | 25.         | 10.         | 1.          | 5.          | nd.         | –           |

### Puchar Świata

#### Miejsca w klasyfikacji generalnej
| Sezon     | Miejsce |
| --------- | ------- |
| 1997/1998 | -       |
| 1998/1999 | 12.     |
| 1999/2000 | 24.     |
| 2000/2001 | 24.     |
| 2001/2002 | 72.     |
| 2002/2003 | 54.     |
| 2003/2004 | 27.     |
| 2004/2005 | 13.     |
| 2005/2006 | 74.     |
| 2006/2007 | -       |
| 2009/2010 | 88.     |

#### Miejsca na podium chronologicznie
| Lp. | Dzień       | Rok  | Miejscowość | Konkurencja            | Lokata | Pudła   | Czas biegu | Strata | Zwycięzca       |
| --- | ----------- | ---- | ----------- | ---------------------- | ------ | ------- | ---------- | ------ | --------------- |
| 1.  | 16 stycznia | 1999 | Ruhpolding  | Sprint na 7,5 km       | 3.     | 0+0     | 23:40,7    | +2,2   | Ołena Zubryłowa |
| 2.  | 18 grudnia  | 1999 | Pokljuka    | Sprint na 7,5 km       | 1.     | 0+0     | 22:27,0    | –      | –               |
| 3.  | 7 grudnia   | 2000 | Anterselva  | Sprint na 7,5 km       | 1.     | 0+0     | 22:01,3    | –      | –               |
| 4.  | 11 grudnia  | 2003 | Hochfilzen  | Sprint na 7,5 km       | 2.     | 0+0     | 23:12,6    | +20,5  | Ołena Zubryłowa |
| 5.  | 7 lutego    | 2005 | Pokljuka    | Sprint na 7,5 km       | 3.     | 0+1     | 21:41,1    | +28,8  | Sandrine Bailly |
| 6.  | 13 marca    | 2005 | Hochfilzen  | Bieg masowy na 12,5 km | 1.     | 0+1+0+3 | 41:40,3    | –      | –               |